# MutSig
MutSig es el acrónimo de la expresión anglosajona Mutation Significance Algorithm (algoritmo para la identificación de genes implicados en una mutación)

## Introducción
Se trata de un algoritmo para la identificación de genes que presentan evidencias de una selección positiva para la mutación. Analiza una lista de mutaciones encontradas por secuenciación e identifica genes mutados en una proporción mayor a la esperada en función de unas normas preestablecidas.
Esta herramienta compara la probabilidad de que se dé una mutación casualmente según una frecuencia de mutación estadística y probabilística definida por el modelo y devuelve un valor de significación. Abarca un espectro que contiene tanto mutaciones silenciosas, sus frecuencias y las regiones más dadas para la ocurrencia a lo largo del genoma.